# Seaman
Seaman — видеоигра для Sega Dreamcast, посвящённая выращиванию виртуального питомца. Это одна из немногих игр для данной видеоприставки, в которой используется специальный микрофон. По прошествии лет проект обрёл культовый статус благодаря чёрному юмору, причудливой эстетике и новаторскому игровому процессу.
Впоследствии игра претерпела несколько переизданий, включая лимитированную версию под названием Christmas Seaman, которая была выпущена в Японии в 1999 году, ограниченный бандл с красным Dreamcast и версию для PlayStation 2 2001 года под названием Seaman: Kindan no Pet — Gaze Hakushi no Jikken Shima, первое издание которого шло в комплекте с микрофоном. Также планировалась версия для Microsoft Windows, в которой Симэн мог взаимодействовать с пользовательскими приложениями. Разработчики так и не смогли определиться с датой выхода порта и в итоге он был отменён. В 2007 году на PlayStation 2 вышел сиквел игры под названием Seaman 2. Впоследствии многие профильные издания назвали Seaman одной из самых странных видеоигр всех времён.

## Игровой процесс
Цель игрока — кормить Симэна и заботиться о нём (или о нескольких питомцах), составлять ему компанию и общаться. События происходят в режиме реального времени, поэтому игрок должен ежедневно посещать своего подопечного, иначе он может умереть. Часть знаний Симэна — это набор информации, который выдаётся персонажем в непроизвольном порядке. Например, когда он спрашивает, какого числа день рождения игрока (и игрок отвечает через специальный микрофон), Симэн расскажет о важных исторических событиях (записанных в код игры заранее), произошедших в этот день.

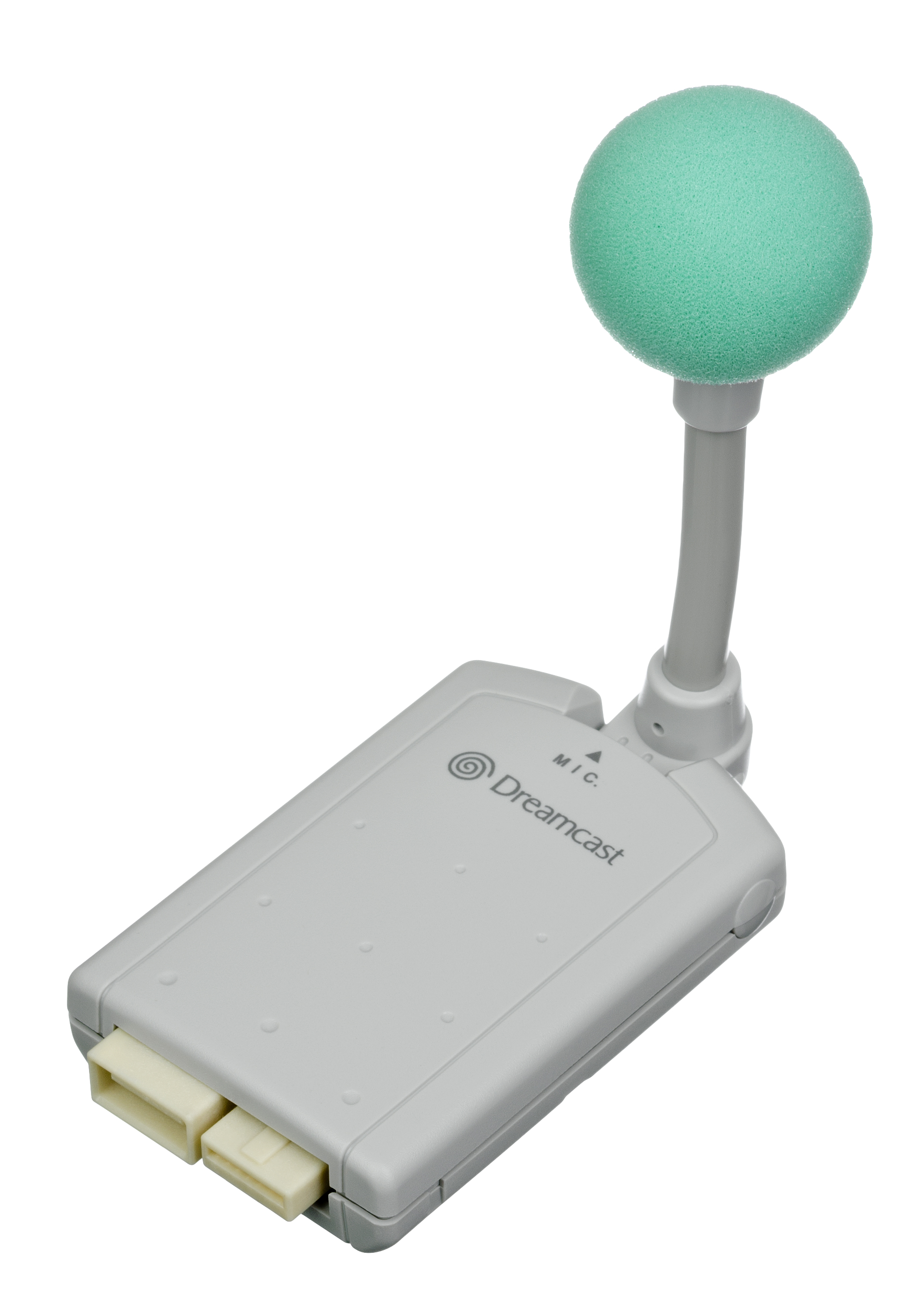
В Seaman можно играть с помощью голосовых команд. Первые партии поставлялись вместе с микрофоном для Dreamcast

В начале игры игрок получает невылупившееся яйцо Симэна, затем он должен взаимодействовать с ним на различных этапах его развития с помощью кнопок на геймпаде. В конечном счёте Симэн превращается в похожее на лягушку существо, изображённое на обложке диска. В первые дни жизни Симэн называется Зародышем (англ. Mushroomer), форма которого состоит из хорошо развитого оптического прибора и жгутика. На этом этапе у Симена нет лица и каких-либо вербальных средств общения. Фактически в этой форме он является паразитом. Когда его проглатывает наутилус, он начинает поедать его изнутри. Как правило, Зародыши прилипают к одной из сторон аквариума концами своих жгутиков, если их оставить в покое. На этом этапе взаимодействие игрока с ними минимально — процесс больше похож на обучение. Игрок учится контролировать температуру в аквариуме, управлять Зародышами и очищать воду, которая становится грязной с течением времени.
Выбравшись из мёртвого наутилуса, Симэн переходит в стадию, именуемую Гиллмэном (англ. Gillman, от слова gill — жабры), которая напоминает карпообразную рыбу с человеческим лицом и трубкой, похожей на щупальце, на лбу. На этом этапе питомец становится способным говорить, однако может общаться лишь разной тарабарщиной, повторяя комментарии, сделанные через микрофон. В этот момент игрок начнет процесс общения и продолжит обслуживание аквариума по мере того, как Гиллмэн становится больше, развивает чешуйки и расширяет словарный запас. Вскоре рыбы начнут убивать друг друга, пока не останется только двое. Как только у игрока появится возможность дать Гиллмэну имя, он изменит свой цвет и пол (изначально они бесполые).
На своей следующей стадии, Подфиш (англ. Podfish, буквально — «рыба с ногами»), Симэн по-прежнему похож на Гиллмэна, однако имеет лягушачьи ноги. После спаривания самец погибает. Аквариум же превращается в террариум: бо́льшая часть воды исчезает, появляется суша и пригодный для дыхания на ней кислород. Затем самка откладывает яйца на берегу. Вскоре после этого она тоже умирает. Игровой процесс переходит на следующий этап.
Из яиц появляется новая форма персонажа — Тедмэны (англ. Tadman). Внешне они напоминают маленького Гиллмэна, однако выглядят как головастики (отсюда и название внешней формы, tadpole — головастик). Кроме того, они сохраняют такой же низкий голос, какой и у родителей. Со временем питомцы подрастают, и у него начинают формироваться конечности. В итоге Тэдманы пожирают друг друга, пока их число не уменьшится до двух. Когда это произойдёт, персонажи переходят на следующую эволюционную стадию.
Фрогмэн (англ. Frogman, от слова frog — лягушка) — это последняя стадия эволюции Симэна. Это существо-амфибия, похожее на лягушку, как и у Гиллмэна; у него человеческое лицо и трубка, похожая на щупальце, на лбу. Теперь, способный сосуществовать как в воде, так и на суше, персонаж может совершать мощные прыжки и поедать инсектоидные организмы; однако, как и настоящей лягушке ему по-прежнему требуется влага, чтобы не погибнуть. Для контролирования его жизнедеятельности игрок должен управлять спринклерной системой. Seaman заканчивается тем, что игрок выпускает Симэна на волю.

## Сюжет
Игровой процесс посвящён уходу и изучению «симэнов», используя аналог научной лаборатории. Хотя игрок должен разобраться во всём самостоятельно, некоторую информацию будет выдавать рассказчик (которого озвучил Леонард Нимой).
Руководство к игре более подробно описывает предысторию загадочных существ. Для получения дополнительной информации можно было посетить веб-сайт www.meetseaman.com (в период с 2000 по 2004 годы он перенаправлял на Yoot.com).
Согласно сюжету, в 1930-е годы французское правительство организовало биологическую экспедицию в Египет, в которой участвовал доктор Жан-Поль Гассе. Поводом для неё стало таинственное существо, найденное среди руин Третьей династии, местные жители сочли его «всемогущим посланником богов». В марте 1932 года Гассе познакомился с уроженцем Александрии, который поймал Симэна во время рыбалки. Учёный получает образцы его яиц и возвращается с ними во Францию.
Когда Гассе вернулся во Францию, он поместил яйца в инкубатор, однако все симэны погибли. Вскоре после этого он опубликовал научную работу, основанную на его исследовании. Согласно теории учёного, симэны были ответственны за передачу знаний (которые возникли во времена Третьей династии) другим народам, мигрируя через океаны. Однако ведущие представители научного сообщества забраковали теорию, обвиняя Гассе в том, что у него не было весомых доказательств, подтверждающих эти диковинные выводы. К исследованию отнеслись скептически, доктора сочли шарлатаном. Несмотря на противоречивые составляющие, теория Гассе стала основой для «антропобиоархеологии», высоко ценимой области науки.
Вскоре после публикации диссертации доктор Гассе был уволен со своего поста. После его увольнения новости о местонахождении и деятельности Гассе было мало что известно. Поползли слухи, что он может находиться на каких-то островах в Юго-Восточной Азии. Однако было доподлинно известно, что он избежал ужасов Второй мировой войны и встретился со своим японским коллегой Кимо Масуда. Также было подтверждено, что примерно в этот период (послевоенный) им удалось провести дальнейшие исследования эволюции Симэна, вполне возможно, даже до стадии, когда он начинает перемещаться на четвереньках. К сожалению, достоверных данных или доказательств, подтверждающих эти выводы, было крайне мало.
В марте 1996 года французское правительство учредило Институт антропо-био-археологических исследований (англ. Anthro-Bio-Archeological Research Institute, ABARI) со штаб-квартирой в Париже. Институт базировался на работах доктора Гассе, и большая часть исследований симэнов проводилась там. В 1997 году учёный совет ABARI объявил, что существует большая вероятность того, что таинственные существа были тесно связаны с истоками древних египетских цивилизаций. 6 октября 1998 года в Парижском университете был обнаружен один из образцов формальдегида Гассе.
15 февраля 1999 года части дневников Гассе были найдены на семейном складе Масуда в городе Мацусака. Профессору Кэндаре Такахаси, руководившему японским отделением ABARI, в июле того же года удалось успешно вывести яйца симэнов в неволе. Вскоре после этого симэнов разместили в аквариумах по всей Японии. В июле 2000 года экспедиционная группа отправилась в Египет для первого крупного исследования этих существ в дикой природе.

## Разработка и отзывы
| Сводный рейтинг    | Сводный рейтинг        |
| Агрегатор          | Оценка                 |
| ------------------ | ---------------------- |
| GameRankings       | 80,91 %                |
| Metacritic         | 82/100                 |
| Иноязычные издания |                        |
| Издание            | Оценка                 |
| EGM                | 8/10                   |
| Famitsu            | 29/40 (DC) 31/40 (PS2) |
| GamePro            | 4,5/5                  |
| GameSpot           | 6,6/10                 |
| IGN                | 8,3/10                 |
| Next Generation    | [ 28 ]                 |
| Planet Dreamcast   | 8,5/10                 |
| DC-UK              | 8/10                   |
| Награды            |                        |
| Издание            | Награда                |
| Edge               | Gameplay Innovation    |

Seaman — одна из немногих игр для Dreamcast, в которой используется микрофон. В оригинальной японоязычной версии рассказчика озвучивает Тосиюки Хосокава, для англоязычного варианта был привлечён известный актёр Леонард Нимой. Лицо Симэна было смоделировано с исполнительного продюсера проекта Ютаки Сайто.
Разработчиком игры выступила студия Vivarium. Она была полностью придумана Ютакой Сайто. Причём первоначально концепция создавалась в виде шутки в ответ на симулятор тропических рыб, который создавал один из коллег Сайто. Тем не менее, когда он рассказал об этой концепции своей жене, она поддержала его идею, несмотря на то, что посчитала её недостаточно проработанной и странной. Сайто также поделился своей задумкой с Сигэру Миямото, которому она тоже пришлась по душе (он считается одним из самых важных людей, причастных к разработке игры). Первоначально Seaman должен был разрабатываться под Nintendo 64DD, однако впоследствии его перенесли на Dreamcast. Решение о смене консоли было принято, когда об игре рассказали вице-президенту Sega Сойчиро Иримаджири, который счёл, что она поможет Dreamcast стать одним из лидеров рынка. Прототип был разработан на компьютере Macintosh, полтора года было потрачено на портирование игру на Dreamcast. Ближе к релизу тестеры пытались использовать в игре длинные предложения. Симэн реагировал на них фразой: «можете повторить ещё раз?» (англ. Can you say that again?), которая повторялась несколько раз. Чтобы решить эту проблему, Сайто изменил фразу на: «вы говорите слишком долго, я не понимаю» (англ. You talk too long, I don’t understand), чтобы намекнуть игроку, что нужно использовать более короткие и простые предложения для взаимодействия с морским существом.
Локализация выполнялась Sega of America и заняла в общей сложности девять месяцев. В комментарии Симэна внесли многочисленные правки относительно пола, политики и сленга в зависимости от конкретной страны. В японской версии Симэн мог делать комментарии на основе содержимого карты памяти игрока, однако эту функцию убрали из английского издания из-за соображений конфиденциальности. Характер существа также отличался, в японской версии он был более недружелюбным.
16 декабря 1999 года в Японии было выпущено ограниченное издание игры под заголовком Christmas Seaman в виде бандла с лимитированным Dreamcast красного цвета. В 2001 году Seaman был переиздан для PlayStation 2 (тоже только на территории Японии) под названием Seaman: Kindan no Pet — Gaze Hakushi no Jikken Shima, первая партия которого поставлялась в комплекте с микрофоном. Планировалась версия для Microsoft Windows, в которой Симэн мог взаимодействовать с пользовательскими приложениями, однако она так и не добралась до релиза. Также вынашивались планы по созданию полноценного порта для портативной приставки Nintendo 3DS, однако он также был отменён.

### Восприятие
По состоянию на 1 февраля 2004 года тираж версии игры для Dreamcast составил более 399 342 копий (в Японии), что делало её третьей самой продаваемой игрой для этой приставки на тот момент (на территории этой страны). По состоянию на 2 ноября 2008 года продажи Seaman для PlayStation 2 составили 305 632 экземпляра (в Японии). В 1999 году проект получил награду за выдающиеся достижения в области интерактивного искусства на Японском фестивале медиаискусства и награду «Самый оригинальный видеоигровой персонаж года» на Game Developers Conference в 2002 году. Помимо этого он был номинирован на D.I.C.E. Awards в области инноваций (Best Innovation of the Year), а также Game Developers Choice Awards, в аналогичной категории (Innovation of the Year).
Критики описывали игру как «уникальную» и «странную», «не имеющую аналогов». В 2008 году редакция американского журнала Game Informer назвала Seaman одной из десяти самых странных игр всех времён.
Грег Орландо из журнала Next Generation высоко оценил игру и подытожил, что в ней совмещается «непринуждённая беседа с [криповостью] серии „Resident Evil“ — на выходе получается самая причудливая игра для Dreamcast в истории».